# Věc perspektivy
Věc perspektivy (v anglickém originále A Matter of Perspective) je v pořadí čtrnáctá epizoda třetí sezóny seriálu Star Trek: Nová generace.

## Příběh
USS Enterprise D přiletí k orbitální stanici Botanica IV obíhající kolem planety Tanuga IV. Komandér William Riker se tam jde seznámit s pokroky doktora Nela Apgara, tanuganského vědce, který by mohl pro Federaci vytvořit nový zdroj energie. Riker, očividně nervózní, se transportuje zpět na Enterprise. Bezprostředně poté celá stanice exploduje a doktor Apgar již není mezi živými. Riker je považován za hlavního podezřelého a dle tanuganského práva je také ihned považován za vinného, dokud se neprokáže opak. Tanuganský vyšetřovatel Krag žádá okamžité Rikerovo vydání, ale kapitán Picard trvá na tom, aby se výslech konal na palubě Enterprise. Krag s tím souhlasí. Vyšetřování probíhá také v lodním simulátoru. Dochází zde k rekonstrukci stanice Botanica IV a událostí z pohledu Rikera, doktora Apgara, Apgarovy manželky a asistentky. Každá simulace ukazuje Rikera a doktora Apgara, který pracoval na metodě generování výkonných Kriegerových vln. Pokaždé spolu krátce před Rikerovým transportem zpět na Enterprise vedou rozhněvaný rozhovor, avšak jeho podstata je pokaždé jiná v závislosti na tom, z čího pohledu to zrovna je. Nicméně je nesporné, že energie, která zničila Apgarův konvertor Kriegerových vln a tím způsobila výbuch stanice musela vyjít z místa, kde stál Riker.
Jak slyšení pokračuje, posádka lodi detekuje vlny radiačního záření neznámého typu, které dočasně naruší lodní systémy. Další zkoumání ukáže, že se tato radiace objevuje v pravidelných intervalech a že má co do činění s aktivacemi generátoru na povrchu planety, který používal Apgar při svém výzkumu. Když je tato skutečnost oznámena kapitánovi Picardovi, uvědomí si, co se stalo a prezentuje tyto poznatky účastníkům slyšení. Apgar ve skutečnosti sestrojil funkční konvertor Kriegerových vln, ale když dorazila Federace, aby zjistila, jaké učinil ve své práci pokroky, lhal, aby mohl na této technologii profitovat s tím, že z ní udělá zbraň. Enterprise chtěl přinutit k odletu tak, že se pokusil Rikera zabít konvertorem v momentě, kdy se transportoval ze stanice zpět na loď, aby jeho smrt vypadala jako nehoda transportéru. Transportní pole nicméně přesměrovalo Kriegerovu vlnu zpět do konvertoru a tak došlo ke zničení stanice. Kapitán to dokáže faktem, že holografický konvertor, též plně funkční, zachytával energetické pole vysílané z planety a tvořil své vlastní Kriegerovy vlny. Své tvrzení demonstruje načasováním simulátorového programu přesně na čas dalšího vyzařování z povrchu. Následkem toho dojde k holografickému „výbuchu“. Riker je očištěn.

## Zajímavosti
- Námět k této epizodě epizody byl odvozen z japonského filmu Rašómon z roku 1950.